# Titan (rachetă)

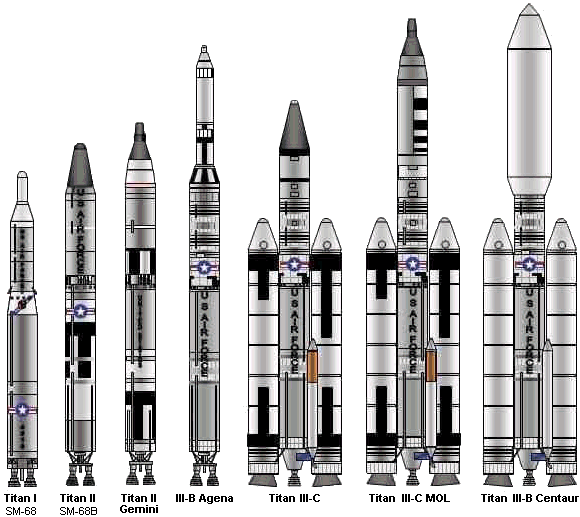
Familia de rachete Titan

Racheta Titan este o familie de rachete construită de Martin Marietta, având inițial rolul de a înlocui racheta balistică intercontinentală Atlas, mai târziu a fost folosită ca rachetă purtătoare pentru programul spațial. 

## Titan I
HGM-25A Titan I a fost prima versiune a familiei de rachete Titan. A început ca un proiect ICBM de rezervă în cazul în care Atlasul a întârziat. A fost o rachetă în două etape a cărei motor LR-87 a fost alimentat de RP-1 și oxigen lichid. A fost operațional de la începutul anului 1962 până la mijlocul anului 1965. Orientarea la sol pentru Titan a fost calculatorul UNIVAC ATHENA, proiectat de Seymour Cray, bazat într-un buncăr subteran întărit. Folosind date radar, a făcut corecții de curs în timpul fazei de ardere. 

## Titan II
Majoritatea rachetelor Titan au fost ICBM Titan II și derivatele lor civile pentru NASA. Titanul II a folosit motorul LR-87-5, versiunea modificată a lui LR-87, care s-a bazat pe o combinație hiperbolică de propulsor de tetraoxid de azot pentru oxidantul său și Aerozine 50 (un amestec de hidrazină și UDMH 50/50) combustibil în loc de combinația de oxigen lichid și RP-1 utilizat în Titan I.